# Gae Aulenti
Gaetana Aulenti (Palazzolo dello Stella, Údine, 1927-Milán, 31 de octubre de 2012) fue una arquitecta, escenógrafa y diseñadora industrial italiana.

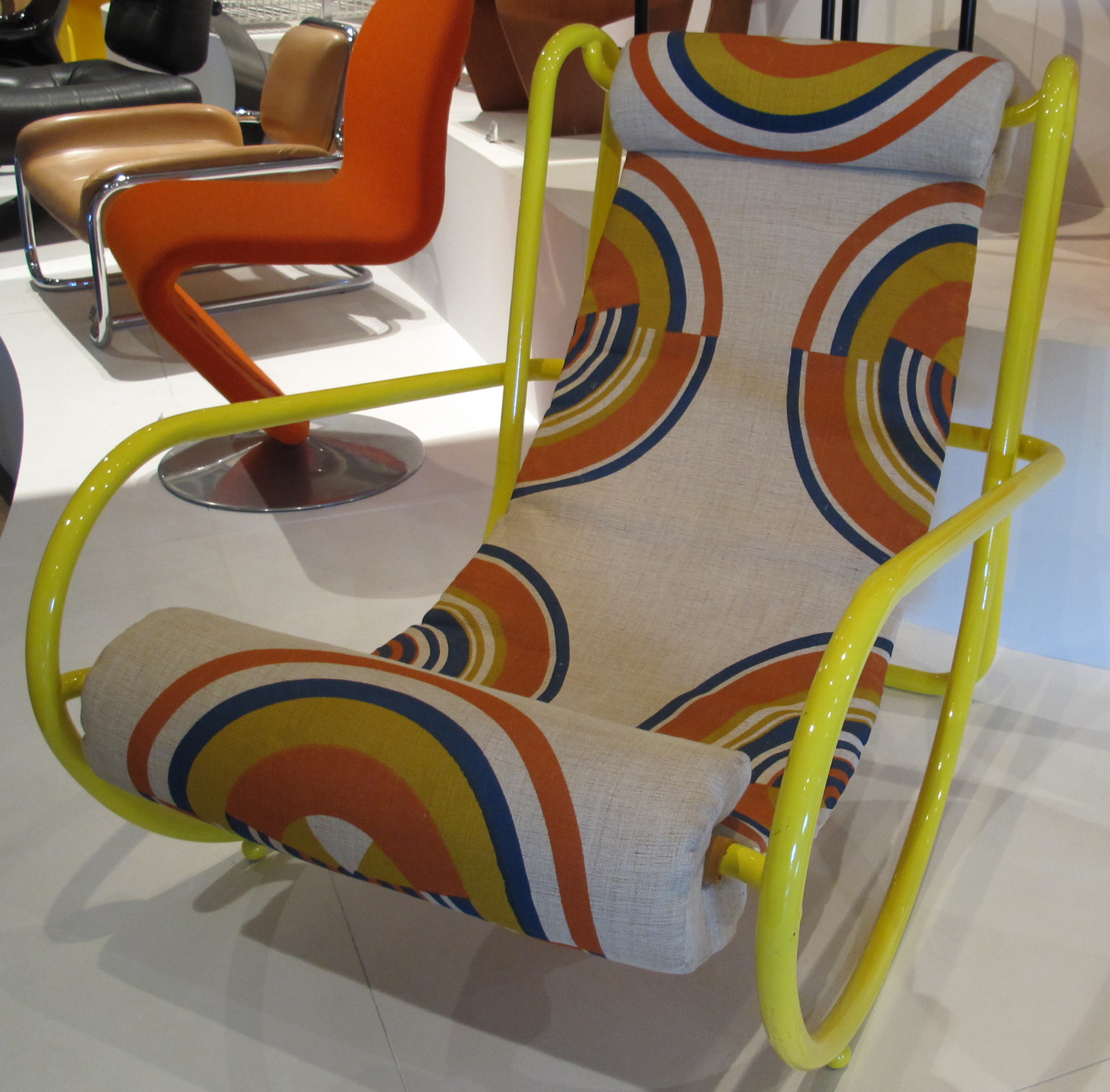
Gae Aulenti. Silla de jardín

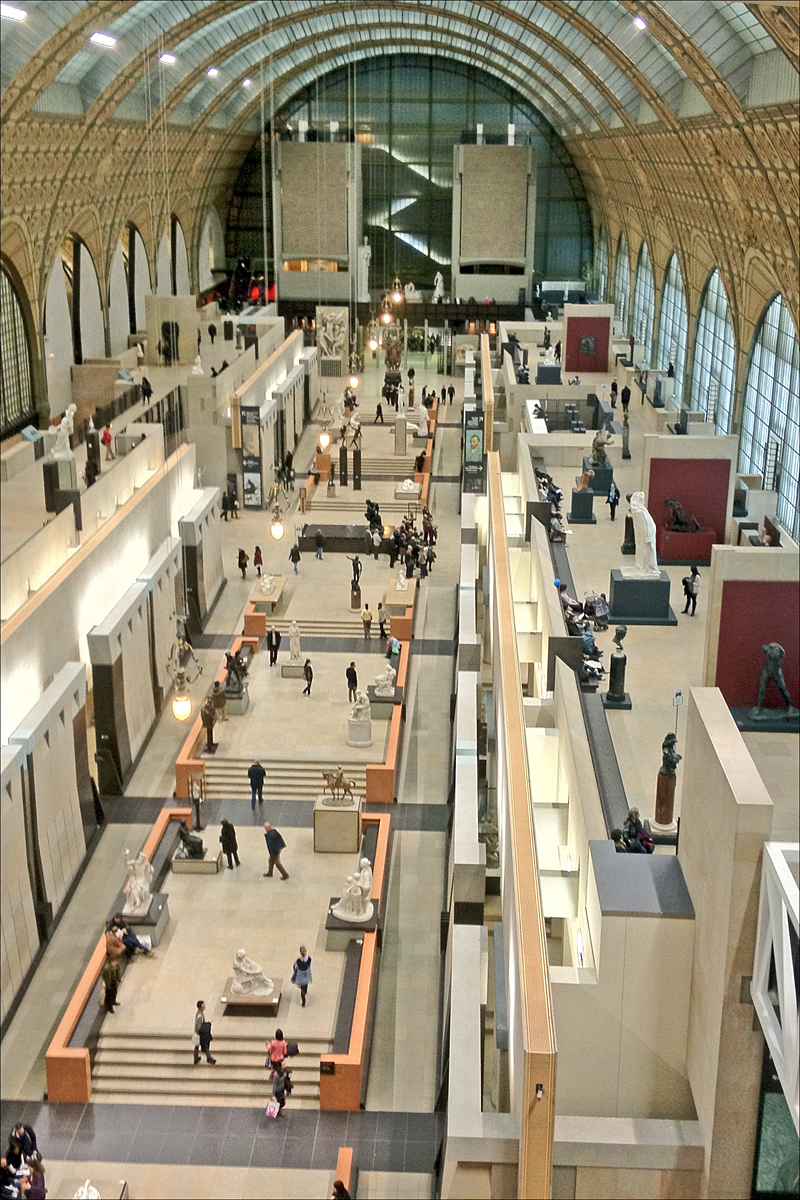
Gae Aulenti. Museo de Orsay

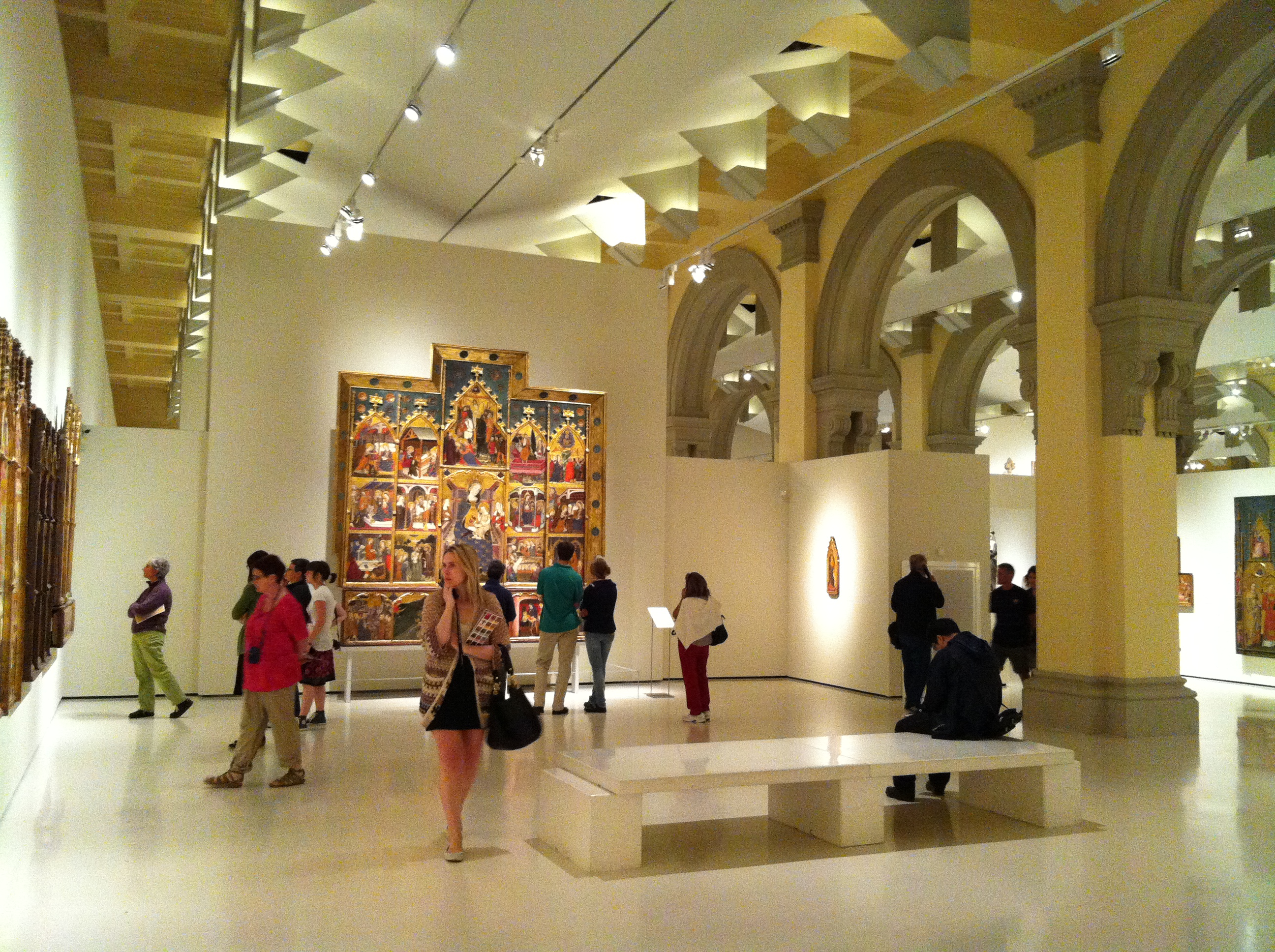
Gae Aulenti. Museo Nacional de Arte de Cataluña

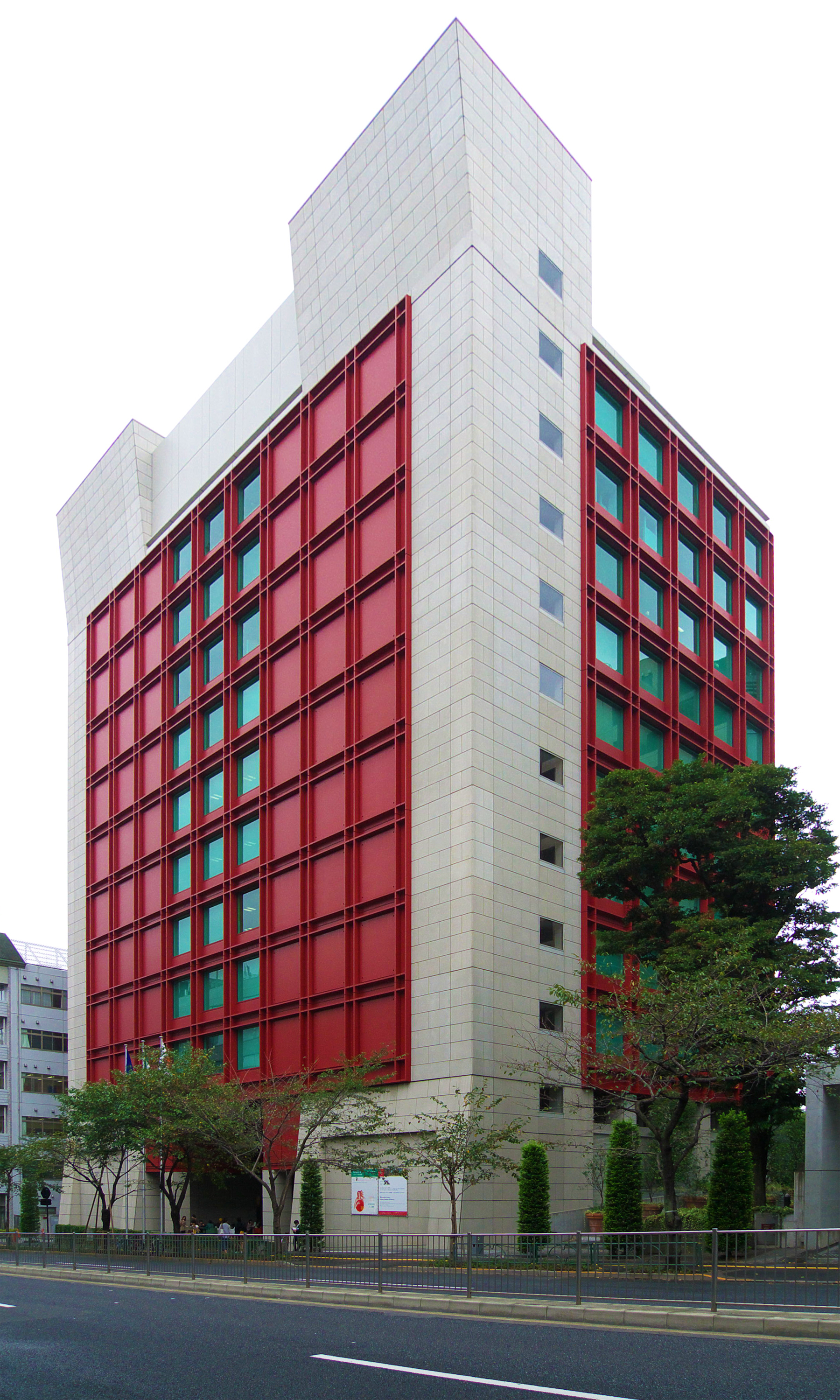
Gae Aulenti. Instituto Italiano de Cultura de Tokio

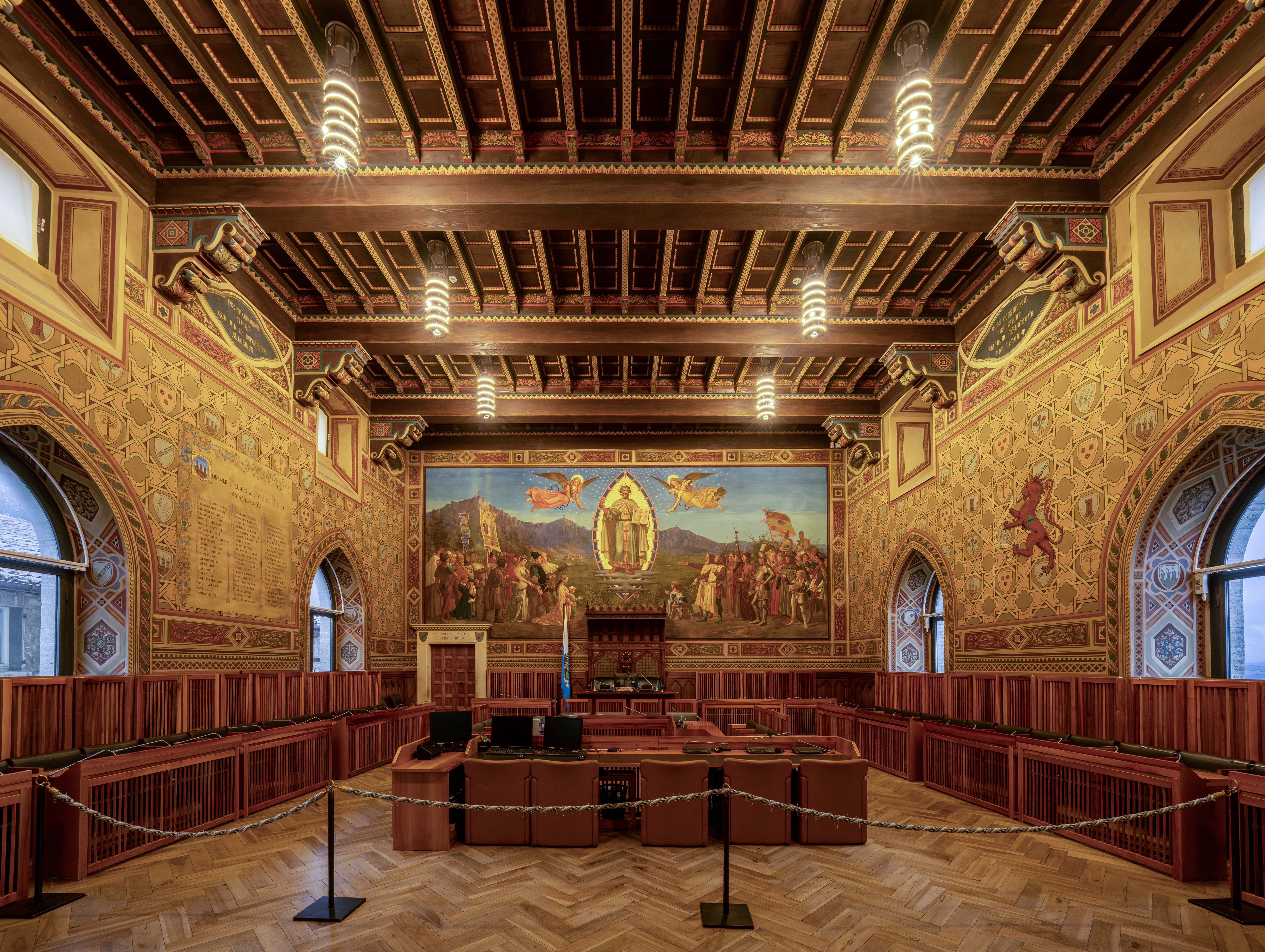
Gae Aulenti. Palacio Público, San Marino

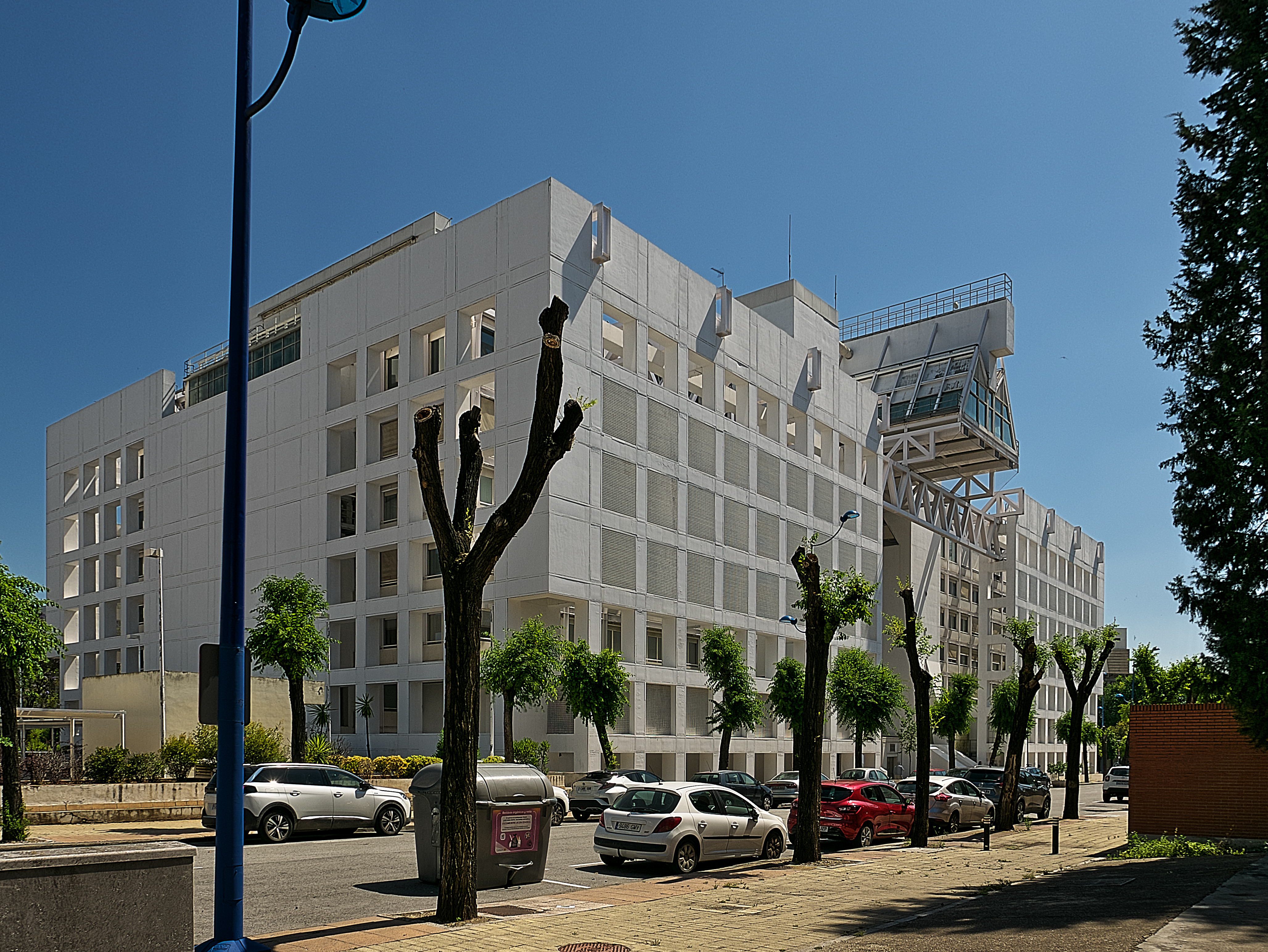
Pabellón de Italia, Exposición Universal de Sevilla de 1992

## Primeros años
Su padre era contador, hijo de un maestro de la escuela de Trani y su madre, napolitana, hija de un médico que enseñaba en Palermo. Aulenti asistió al Liceo artístico de Florencia, pero a causa de la Segunda Guerra Mundial tuvo que retornar al norte, donde prestó pequeños servicios a la Resistencia italiana.
En 1954 se licenció en la Facultad de Arquitectura del Politécnico de Milán, y empezó su colaboración decenal con la redacción de la revista Casabella dirigida por Ernesto Nathan Rogers. Entre otras actividades fue miembro del Comité de Dirección de la revista Lotus International desde 1974 hasta 1979.  A lo largo de casi 60 años de carrera, Aulenti trabajó de forma independiente en proyectos de arquitectura, diseño industrial, diseño de interiores e incluso escenografía teatral. Después de obtener el título de Doctora, dio clases en la Escuela de Arquitectura de Venecia desde 1960 hasta 1962 y en la Escuela de Arquitectura de Milán desde 1964 hasta 1967.

## Trayectoria

### Diseño
Como muchos de sus contemporáneos, Aulenti diseñó varias series de muebles en toda la década de 1960 para la tienda La Rinascente y más tarde diseñó muebles para Zanotta.
También se desempeñó como vicepresidente de la Asociación Italiana de Diseño Industrial (ADI).
En 1972 participó en la exposición Italy: The New Domestic Landscape organizada por Emilio Ambasz en el MoMA junto con numerosos otros diseñadores y arquitectos emergentes, entre ellos Marco Zanuso y Richard Sapper, Joe Colombo, Ettore Sottsass, Gaetano Pesce, Archizoom, Superstudio, Gruppo Strum y 9999.
La pasión por el arte escénico la llevó a colaborar, de 1976 a 1978, con el director de ópera Luca Ronconi, diseñando la escenografía de óperas como Viaje a Reims, de Gioachino Rossini.

#### Listado de diseños
- Silla April (1964) una silla plegable hecha de acero inoxidable
- La lámpara Giova (1964)
- La mesa Tavolo con ruote (1980)
- La mesa Tour (1993)
- Mesa Sanmarco (1984)

Junto a Piero Castiglioni ha diseñado: 
- La familia de lámparas Parola (1980)
- Lámpara de pared Diamante (1986)
- Lámpara Calle (1988)
- Foco Diastema (1994)

### Arquitectura
Aulenti es conocida por varios proyectos de museos de gran escala en la década de 1980. En 1981 fue elegida para reformar la estación de trenes de Orsay en París, originalmente diseñado por Victor Laloux, en el Museo de Orsay. El espacio expone obras de artistas franceses de 1848 a 1915. Este trabajo llevó a conseguir comisiones como el Pabellón de Italia en la Exposición Universal de Sevilla 1992, el encargo para crear un espacio para el Museo Nacional de Arte Moderno en el Centro Georges Pompidou de París, la restauración del Palazzo Grassi como un museo de arte en Venecia (1985); la conversión de una antigua embajada de Italia en Berlín en una Academia de Ciencias y la reforma del Palacio Nacional de Montjuïc (Barcelona),  como Museo nacional de Arte de Cataluña (1985). En San Francisco, ella convirtió la Biblioteca Central de la ciudad en un museo de arte asiático. En 2008 llevó a cabo la restauración del Palazzo Branciforte en Palermo. En 2011, Aulenti supervisó la expansión del aeropuerto de Perugia.
Ella entendía que para diseñar eficazmente los ambientes domésticos, se hacía necesario entablar un diálogo con los elementos y cualidades del entorno urbano. De esta forma, se podrían generar formas arquitectónicas en las que los ámbitos privado y el público compartieran su complejidad formal y estilística.
Parte de sus archivos se encuentran en el International Archive of Women in Architecture en Virginia Tech.

#### Listado de obras
- 1960 : Recorrido de ingreso al Parque Sempione para la XII Trienal de Milán
- 1965 : Showroom de Olivetti en París
- 1968 : Showroom de Olivetti en Buenos Aires
- 1970 : Casa de un coleccionista - Reestructuración del departamento de Gianni Agnelli en Milán
- 1973 : Residencia privada en Pisa
- 1975 : Residencia privada en Parma
- 1980/86 : Recualificación de la Gare d'Orsay y acondicionamiento del Museo d'Orsay, París
- 1982/85 : Acondicionamiento interior del Museo Nacional de Arte Moderno en el Centro Georges Pompidou, París
- 1985/2004 : Museo nacional de Arte de Cataluña, Barcelona
- 1985/86 : Reestructuración del Palazzo Grassi, Venecia
- desde 1987 : Ciudad universitaria y sede destacada del Politécnico de Turín, escuela y nueva biblioteca en la sede de Biella
- 1990 : Residencia privada en Saint Tropez
- 1990 : Rampa de acceso a la Estación de Santa Maria Novella desde el piazzale Montelungo[9]
- 1992 : Pabellón italiano en la EXPO '92 de Sevilla
- 1996 : Plaza de entrada a la exestación Leopolda (Florencia)
- 1996/2003 : Museo de arte asiático, San Francisco
- 1996 :Mobiliario urbano de la plaza Ciullo y de la plaza del Mercado, Alcamo
- 1996 : Restauración del Palacio Público, San Marino
- 1998 : Ampliación de una estructura hotelera, Jerusalén
- 1999 : Reestructuración del Spazio Oberdan, Milán
- 1999 : Reestructuración de las ex-caballerizas del Palacio del Quirinal, Roma
- 1999 : Ampliación del Museo de Arte Oriental Edoardo Chiossone, Génova
- 1999/2002 : Estaciones de subterráneo “Museo” y “Dante” de la línea 1 y rediseño de las Plazas Cavour y Dante, Napoli
- 2000 : Mobiliario urbano del Piazzale Cadorna y redefinición de la fachada de la sede de las Ferrovías Nord, Milán
- 2000 : Realización de un emprendimiento turístico-hotelero en una granja, Taranto
- 2001 : Nuevo edificio direccional en Rímini
- 2001 : Galería de arte contemporáneo y diseño en Villa Capriati, Bari
- 2001 : Recualificación de la costa del lago en Meina
- 2001 : Escuela maternal en Villar Perosa
- 2003/05 : Reestructuración del Palavela para las Olimpiadas Invernales Turín 2006, Turín
- 2003 : Restauración del Castello Estense en Ferrara
- 2005 : Sistematización de la Plaza San Giovanni en Gubbio
- 2005 : Instituto de Cultura Italiano, Tokio
- 2008 : Central de utilización térmica de residuos sólidos urbanos y nuevo edificio para residuos y calefacción urbana, Forlì
- 2011/12 : Reestructuración y ampliación del aeropuerto San Francisco de Asís, Perugia
- 2012 : Restyling de la Plaza Mario Pagano, Potenza
- 2012 : Palazzo Branciforte, restauración y transformación en polo cultural polifuncional, Palermo[10]
- 2013 : Sede de la Higiene Ambiental Hera de Cesena

## Premios y honores
- Fue nombrada Miembro honorario del Instituto Americano de Arquitectura en 1990
- En 1991 recibió el Premio Imperial otorgado por la Japan Art Association (Tokio, 1991).[11]
- Recibió el título honorario en Bellas Artes en la Escuela de Diseño de Rhode Island (Providence, 2001).
- En 2007 le fue otorgado ex aequo el Marble Architectural Awards 2007 junto a Renzo Piano[12]
- En 2012, recibió la Medalla de Oro de la Trienal de Milán por su trayectoria artística en reconocimiento a su posición como uno de los maestros del diseño italiano junto a Vittorio Gregotti y a Maria Giuseppina Grasso Cannizzo.[13]

Además le fueron concedidos los siguientes honores:
- Caballero de la Legión de Honor (Francia), 1987
- Medalla de oro Benemérito de la cultura y del arte, 28 de marzo de 1994[14]
- Dama de la Gran Cruz de la Orden al Mérito de la República Italiana, 6 de diciembre de 1995[15]
- Sigillo Longobardo otorgado por la Lombardía 27 de abril de 1999